# Ballan-Miré
Ballan-Miré is een gemeente in het Franse departement Indre-et-Loire (regio Centre-Val de Loire). De plaats maakt deel uit van het arrondissement Tours. Ballan-Miré telde op 1 januari 2022 8.347 inwoners.

## Geografie
De oppervlakte van Ballan-Miré bedroeg op 1 januari 2022 26,16 vierkante kilometer; de bevolkingsdichtheid was toen 319,1 inwoners per km².

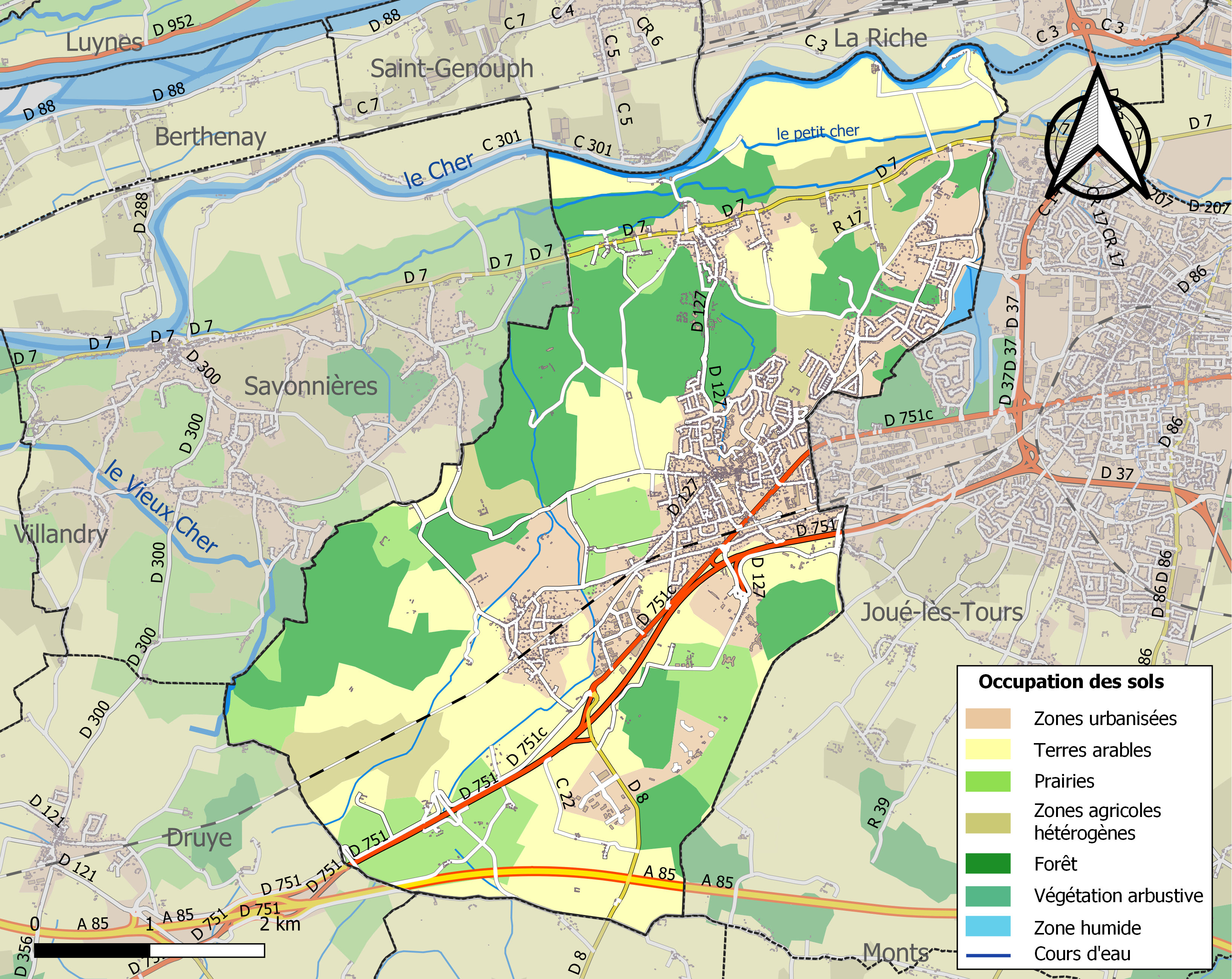
Kaart van de gemeente met belangrijkste infrastructuur, bodemgebruik en omliggende gemeenten

## Demografie
Onderstaande figuur toont het verloop van het inwonertal (bron: INSEE-tellingen).